# New South Wales Open 1989
Il New South Wales Open 1989 è stato un torneo di tennis giocato sul cemento. È stata la 97ª edizione del torneo, che fa parte del Nabisco Grand Prix 1989 e della categoria Tier IV nell'ambito del WTA Tour 1989.
Si è giocato al NSW Tennis Centre di Sydney in Australia dal 9 gennaio al 15 gennaio 1989.

## Campioni

### Singolare maschile
Aaron Krickstein ha battuto in finale  Andrej Čerkasov con il punteggio di 6–4, 6–2.

### Singolare femminile
Martina Navrátilová ha battuto in finale  Catarina Lindqvist con il punteggio di 6–2, 6–4.

### Doppio maschile
Darren Cahill /  Wally Masur hanno battuto in finale  Pieter Aldrich /  Danie Visser con il punteggio di 6–4, 6–3.

### Doppio femminile
Martina Navrátilová /  Pam Shriver hanno battuto in finale  Elizabeth Smylie /  Wendy Turnbull con il punteggio di 6–3, 6–3.